# Mərdanlı
Mərdanlı é uma vila do rayon de Qubadli, no Azerbaijão. Estava sob o controle das forças armênias do Alto Carabaque, no entanto, foi recapturado pelo Exército do Azerbaijão por volta de 7 de novembro de 2020.